# Острова Танга
Танга (англ. Tanga Islands) — группа островов в составе Папуа — Новой Гвинеи, расположенная в 55 км к северо-востоку от Новой Ирландии. В административном отношении острова относятся к провинции Новая Ирландия региона Айлендс, а также к архипелагу Бисмарка.

## География

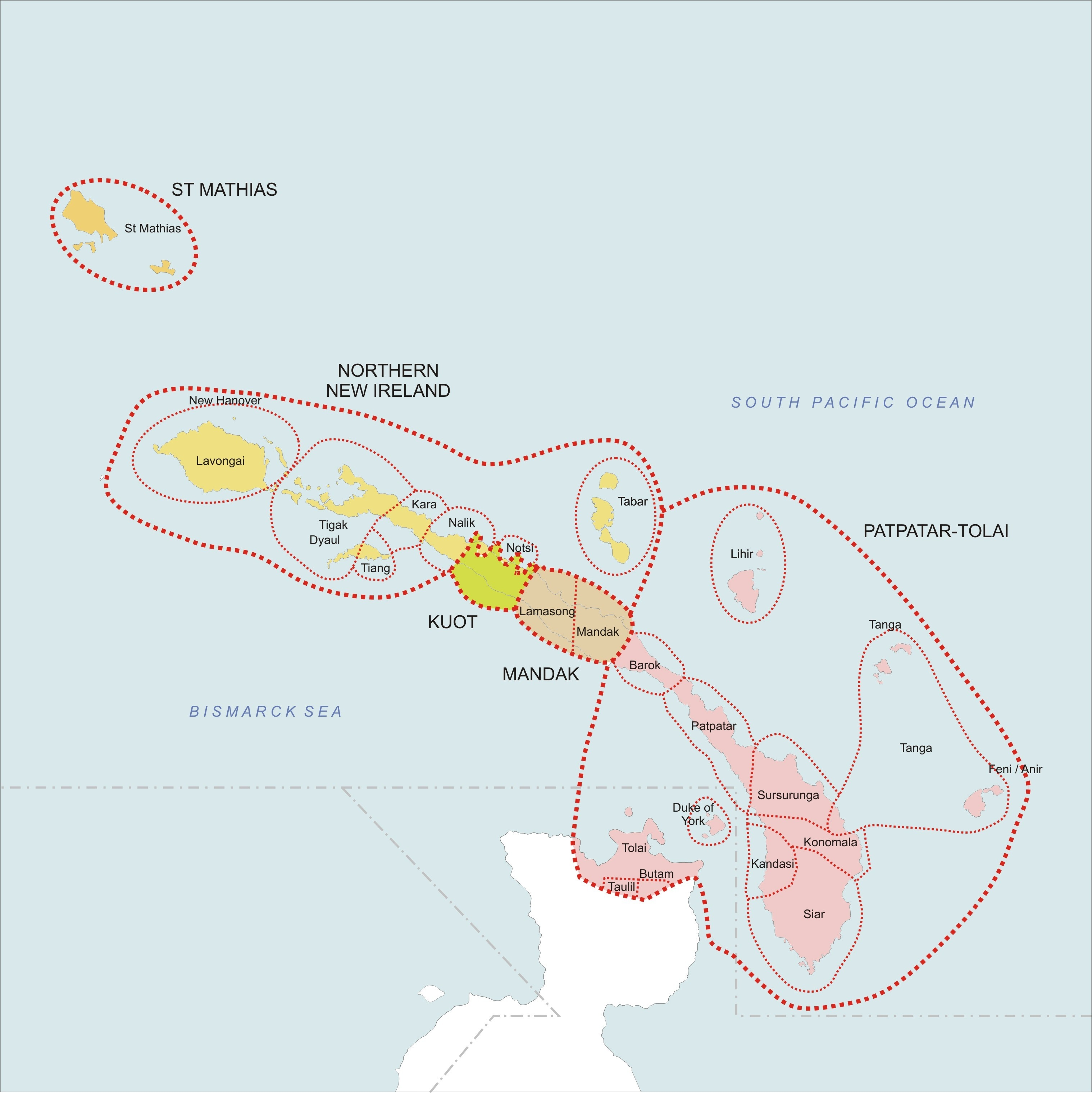
Острова Танга (правая сторона)

Самыми крупными островами являются Малендок и Боанг, к более мелким островам относятся Лиф, Тефа, Битлик и Битбок. Танга — самая малая из групп островов, относящихся к цепочке островов Табар—Лихир—Танга—Фени.

## История
Открыты в апреле 1643 года Абелем Тасманом. С 1885 по 1899 год были частью так называемого «германского протектората» (нем. Deutsches Schutzgebiet), а с 1899 по 1914 год относились к колонии Германская Новая Гвинея. В 1914 острова завоёваны австралийским десантом и после окончания Первой мировой войны в качестве мандата Лиги Наций управлялись Австралией. С 1975 года являются частью независимой Папуа — Новой Гвинеи.